# تبادل (شطرنج)
التبادل في الشطرنج أو تجارة قطع الشطرنج هي سلسلة من الحركات وثيقة الصلة، متسلسلة عادةً، حيث يقوم اللاعبان بتبادل قطع شطرنج بين بعضهما البعض. قد يتم تبادل أي نوع من القطع باستثناء ملك (شطرنج)، أي تم الاستيلاء عليها في تبادل، على الرغم من أن الملك يمكنه التقاط قطعة الخصم. إما أن يقوم لاعب القطع البيضاء أو السوداء بالتقاط أول قطعة للاعب الآخر في تبادل، يليها اللاعب الآخر الذي يلتقط قطعة من اللاعب الأول، والتي يشار إليها غالبًا باسم الاستعادة. بشكل عام، يتم استخدام كلمة «تبادل» عندما تكون القطع المتبادلة من نفس النوع أو ذات قيمة متساوية تقريبًا، وهو تبادل متساوٍ. وفقًا لشركة تكتيك الشطرنج، فإن فيل وحصان عادة ما يكونان متساويين في القيمة. إذا كانت قيم القطع التي تم تبادلها غير متساوية، فيمكن القول إن اللاعب الذي يلتقط القطعة ذات القيمة الأعلى قد ارتفع في البورصة أو يفوز بالتبادل، بينما الخصم الذي يلتقط القطعة ذات القيمة الأقل يكون قد انخفض أو يخسر تبادل. تحدث التبادلات بشكل متكرر في لعبة الشطرنج، في كل لعبة تقريبًا وعادةً عدة مرات في كل لعبة. غالبًا ما ترتبط التبادلات بالتكتيكات أو الإستراتيجية في لعبة الشطرنج، ولكن غالبًا ما تحدث ببساطة على مدار اللعبة.
يعتبر تبادل الرخ بالأسقف أو الفارس تبادلًا غير متساوٍ لأن القلعة هي عمومًا أكثر نسبية لقطع الشطرنج من الفيل أو الحصان. التبادل الطفيف هو مصطلح أقل شيوعًا يشير إلى استبدال الأسقف بفارس.

## مناقشة عامة
هدف اللاعب في لعبة الشطرنج هو كش مات ملك الخصم و / أو تجنب كش ملك لملكه. بهذا المعنى النهائي، لا تهم قيمة قطع الشطرنج المتبقية في اللعبة. على الرغم من عدم الاحتفاظ بأي نتيجة رسمية لقيمة القطع على السبورة لكل لاعب، فقد حددت الخبرة الكبيرة في لعب الشطرنج متوسطًا تقريبيًا إستراتيجيًا وتكتيكيًا لقطع الشطرنج بالنسبة إلى بيدق، والتي تُمنح قيمة 1. الأساقفة والفرسان لديهم نفس القيمة تقريبًا عند 3، وتقدر قيمة الغربان بحوالي 5، وتقدر قيمة ملكة بحوالي 9. نظرًا لأن الملك لا غنى عنه، فإن له قيمة غير محدودة. غالبًا ما يشار إلى القطع، خاصةً التي تتميز بقيمتها، بشكل جماعي باسم غلوس الشطرنج في الشطرنج. هذه القيم ليست مطلقة لأن فائدة القطعة تعتمد أيضًا على موقعها في لعبة معينة، عادةً بطريقة يصعب تحديدها كميًا. على سبيل المثال، بيدق متجاوز متقدم مع احتمال جيد للحصول على ترقية يكون عادةً أكثر قيمة في حالة معينة من بيدق خلفي أو بيدق معزول ليس بيدق تم اجتيازه.